# 몬타나주 (불가리아)

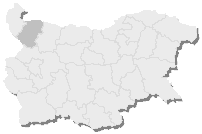
몬타나 주의 위치

몬타나주(불가리아어: Област Монтана)는 불가리아 북서부에 위치한 주로, 주도는 몬타나이며 면적은 3,618km2, 인구는 183,353명이고, 자동차 번호는 M이다.
북서쪽으로는 비딘 주, 동쪽으로는 브라차 주, 남쪽으로는 소피아 주와 접하며 북쪽으로는 루마니아, 남서쪽과 서쪽으로는 세르비아와 국경을 접한다. 11개 시를 관할한다.

## 인구
| 연도                      | 인구    | ±%     |
| ------------------------- | ------- | ------ |
| 1946                      | 242,073 | —      |
| 1956                      | 243,431 | +0.6%  |
| 1965                      | 242,841 | −0.2%  |
| 1975                      | 236,903 | −2.4%  |
| 1985                      | 223,415 | −5.7%  |
| 1992                      | 208,198 | −6.8%  |
| 2001                      | 182,258 | −12.5% |
| 2011                      | 148,098 | −18.7% |
| 2021                      | 119,950 | −19.0% |
| 출처: pop-stat.mashke.org |         |        |

## 같이 보기
- 불가리아의 주